# Bay megye (Florida)
Bay megye az Amerikai Egyesült Államokban, azon belül Florida államban található. Megyeszékhelye Panama City, mely a legnagyobb városa is. Lakosainak száma 175 216 fő (2020. április 1.). Bay megye Washington, Jackson, Calhoun, Gulf és Walton megyékkel határos.

## Népesség
A megye népességének változása:
| Lakosok száma | 169 301 | 169 725 | 172 041 | 174 987 | 181 635 | 175 216 |
|               | 2010    | 2011    | 2012    | 2013    | 2015    | 2020    |